# Трилогія сиквелів «Зоряних війн»
Трилогія сиквелів «Зоряних війн» (англ. Star Wars sequel trilogy), також знана як трилогія сиквелів — це третя трилогія франшизи епічних космічних оперних фільмів. Кіновсесвіт «Зоряних війн» було створено американським сценаристом та режисером Джорджем Лукасом. Трилогія була створена компанією «Lucasfilm» та розповсюджена студією «Walt Disney Studios Motion Pictures». Трилогія складається з VII, VIII та IX епізодів, за хронологією кіновсесвіту відбувається після трилогії приквелів (Епізоди I—III; 1999—2005) та оригінальної трилогії (Епізоди IV—VI; 1977—1983), яка являється кінцевим актом «саги про Скайвокера». Лукас планував трилогію сиквелів ще в 1976 році, але скасував її до початку 1981 року, і випустив тільки перші шість епізодів. Концепція продовження трилогії була відроджена, коли «The Walt Disney Company» почала перемови щодо придбання «Lucasfilm» в травні 2011 року. 2012 року компанію було куплено, і оголосили про ідею створення фільмів, ідеї Лукаса щодо створення фільмів, за його словами, значною мірою були відкинуті.
Перша частина «Пробудження Сили» вийшла 18 грудня 2015 року. Режисером був Дж. Дж. Абрамс, який написав сценарій разом з Лоуренсом Кезданом та Майклом Арндтом. Актори оригінальної трилогії, включаючи Гаррісона Форда, Марка Хемілла та Керрі Фішер, повторили свої ролі, разом з новачками франшизи, такими як: Дейзі Рідлі, Джоном Боєгом, Адамом Драйвером та Оскаром Айзеком. Друга частина трилогії «Останні джедаї» вийшла 15 грудня 2017 року, цього разу режисером та сценаристом був Раян Джонсон. Остання частина «Скайвокер. Сходження» вийшла 20 грудня 2019 року, режисером якої знову став Абрамс, який разом з Крісом Терріо написав сценарій.
Трилогія розповідає про 19-річну сироту Рей та про тяжке становище Руху опору проти Першого Ордену, який виник з останків Галактичної Імперії. Рей починає йти шляхом Сили під керівництвом Люка Скайвокера та Леї Органи, шукаючи своїх батьків (які таємничим чином покинули її в дитинстві), і протистоїть Кайло Рену — сину Леї та Хана Соло, племінника Люка та онука Енакіна Скайвокера/Дарта Вейдера, який перейшов на темний бік Сили. Перші два епізоди отримали позитивні відгуки критиків, а третій отримав неоднозначні відгуки. Трилогія зібрала понад 4,4 млрд доларів у прокаті в усьому світі, а касові збори кожного фільму перевищували мільярд доларів у всьому світі.

## Передісторія

### Ранній період
За словами Марка Хемілла, який грає Люка Скайвокера, Джордж Лукас сказав йому в 1976 році, що він запланував три-чотири трилогії «Зоряних війн». Лукас припустив, що Хемілл міг би зіграти епізодичну роль в «Епізоді IX», який він собі уявляв зняти до 2011 року. Журнал «Time» у березні 1978 року написали, що Лукас заявив, що після «Імперія завдає удару у відповідь» буде десять фільмів «Зоряних війн». До 1980 року продюсеру перших двох фільмів Гарі Курцу, було відомо про сюжет VII—IX епізодів. На момент виходу «Імперія завдає удару у відповідь» (1980) Лукас сказав, що буде ще сім фільмів про «Зоряні війни», які він хотів зняти. Він сказав, що у нього є «чернетка на дванадцять сторінок» для цих фільмів. В 1980 році в інтерв'ю з Джимом Стеранком для журналу «Prevue» Лукас розповів про широкий розмах «Зоряних війн», який розпочався з дуже великого та довгого сценарію:
Тому я взяв сценарій і розділив його на три історії, переписавши першу. … Потім у мене були інші два фільми, які по суті були розділені на три частини кожен, дві трилогії. Коли дим розвіявся після виходу «Зоряних Війн», я сказав: «Це справді чудово. Я зроблю ще одну трилогію, яка відбудеться після цього». У мене було три трилогії з дев'яти фільмів, а потім ще кілька інших фільмів. … Це сага з дев'яти частин, яка має початок, середину та кінець. Вона відбувається протягом 50-60 років з приблизно двадцятьма роками між трилогіями, кожна трилогія триває близько шести-семи років.
До моменту виходу «Імперія завдає удару у відповідь» Лукас написав сюжетну обробку для всіх дев'яти епізодів «Зоряних війн». У 1999 році Курц розкрив короткий опис цих обробок:
- Епізод I: дослідив би методологію джедаїв.
- Епізод II: історія про Обі-Вана Кенобі.
- Епізод III: пояснює появу Дарта Вейдера.
- Епізод IV: як Люк вирішив стати джедаєм, та останній бій Обі-Вана з Вейдером.
- Епізод V: був знятий по суті так, як написано.
- Епізод VI: мав показати Лею як ізольованого монарха, смерть Хана, і Люк з'являється разом з Вейдером перед своїм вигнанням. Люк і Лея не були родичами.
- Епізод VII: мав стати першою частиною трилогії, яка продовжує історію Люка як джедая.
- Епізод VIII: міг би показати сестру Люка.
- Епізод IX: представив би Імператора, і в Люка буде битву з ним.[5]

Наприкінці 1980 року Лукас заявив, що у нього є «заголовки та чернетки з десяти сторінок для кожного з» дев'яти епізодів. В одному з інтерв'ю того ж журналу Гарі Курц пояснив, що загальна кількість фільмів або їх зміст може змінюватися протягом їх виробництва. Так само Лукас заявив в інтерв'ю для журналу «Starlog» у вересні 1981 року, що він задумав серію з дев'яти фільмів, але:
… але сюжет далекий від сценарію. Я щойно пройшов через це з «Поверненням джедая», і те, що здається чудовою ідеєю, коли описано трьома реченнями, раптом не тримається купи, коли з цього намагаються зробити п'ять чи шість сцен. Тому сюжети сильно змінюються, коли він починає переходити у форму сценарію.
В рамках свого біографічного дослідження на початку 1980-х років Лукас дозволив автору Дейлу Поллоку прочитати чернетки сюжету саги з 12 фільмів за умови підписання угоди про конфіденційність. Поллок сказав, що в цій трилогії сиквелів буде «30-40 річний Люк Скайвокер», і те, що вона буде складатись з «трьох найбільш захопливих історій… У них були захопливі дії, дійсно цікаві нові світи, нові персонажі». Плани Лукаса були різко змінені після виходу «Імперія завдає удару у відповідь», через стрес під час виробництва перших трьох фільмів, а також через тиск від його дружини Марсії, і йому довелось відмовитися від такого виду кінозйомок. До 1981 року Лукас вирішив зробити лише одну трилогію «Зоряних війн».

### Період скасування
За словами Гарі Курца, елементи із викинутої трилогії сиквелів, які увійшли до «Повернення джедая», були:
- Люк Скайвокер стає повноцінним лицарем-джедаєм.
- Сестра Люка, яка спочатку мала бути новою героїнею, виявилась Леєю.
- З'являється Імператор, і Люк зіштовхується з ним.[5][6][12]

Протягом 1980-х років Лукас по-різному натякав на сюжетні елементи зі своєї трилогії сиквелів, яка, за його словами, оберталася навколо морально-філософських проблем, включаючи відмінність правильного від неправильного, справедливість, протистояння та передачу того, чого ви навчилися. Ідеї, які були використані в трилогії сиквелів від Діснея:
- «Епізод VII» розпочнеться через 20–40 років після закінчення «Повернення джедая» (Лукас у 1980 і 1982 роках).[4][15]
- R2-D2 і C-3PO будуть єдиними персонажами, які з'являться у всіх дев'яти фільмах (Лукас у 1980, 1981 і 1983 роках).[4][16][17]
- Головні актори, Гемілл в ролі Люка Скайвокера, Форд як Хан Соло та Фішер як принцеса Лея, будуть у 60-70-річному віці (Лукас у 1983 році).[18][13]
- У 1980 році Лукас заявив, що «…те, що відбувається з Люком потім має набагато більше ефірного часу. У мене є крихітний блокнот, повний нотаток про це».[19] У 1983 році Гемілл сказав, якщо його персонаж знову повернеться, то він буде «в іншому плані існування, або не буде тим же персонажем».[20][21]{{За словами Хемілла, який грає Люка, Лукас сказав йому в 1976 році, що Хемілл міг би зіграти епізодичну роль в «Епізоді IX», в якому він буде, як Обі-Ван у «Новій надії» передавати світловий меч наступнику.[1]}}

Ідеї, які не були збережені в трилогії сиквелів від Діснея:
- Трилогія буде присвячена відбудові Республіки (Лукас у 1980 році).[22]
- У Люка будуть романтичні стосунки (Лукас у 1988 році).[23]

Тімоті Зан, який написав неканонічну («легенди») трилогію про Трауна, взяв інтерв'ю про трилогію сиквелів після того, як Дісней оголосила про її розробку в 2012 році. Він підтвердив, що вона ніколи не мала бути заснована на його трилогії Трауна або на решті «Розширеного всесвіту», і сказав, що багато років тому його проінформували про плани Лукаса щодо сиквелів, і про те, як книги Трауна вплинуть на них:
Це мало бути три покоління. У вас була б оригінальна трилогія, а потім поверніться до батька Люка і дізнайтеся, що з ним сталося [у приквелах], і якби був ще сьомий, восьмий або дев'ятий фільм, то це були б діти Люка. Трилогія «Трауна» дійсно вписалася б у цю прогалину.
У 1992 році Лукас оголосив про свої наміри створити трилогію приквелів. Коли його запитували, він часто повторював, що не планує знімати трилогію сиквелів, і не дозволить іншим режисерам зробити це. На прес-конференції для спеціального видання оригінальної трилогії 1997 року Лукас заявив: «У мене немає сценарію [для трилогії сиквелів]. Єдина думка щодо цього полягала в тому, що не було б добре змусити всіх акторів повернутися, коли їм виповниться 60 або 70 років, і зробити ще три фільми про них, як про старих людей». Також у 1997 році він сказав: «Вся історія має шість епізодів… Якби я коли-небудь вийшов за межі цього, це було б щось вигадане. Я справді не маю жодного поняття, крім: „Ну, згодом було б цікаво зробити Люка Скайвокера“. Це було б не частиною основної історії, а продовженням». Далі він заявив: «Коли ви побачите це у шести частинах, ви зрозумієте. Це дійсно закінчується на шостій частині».
Про можливість того, що хтось інший буде знімати фільми «Зоряних війн», Лукас сказав: «Напевно, ні, це моя річ». У серпні 1999 року на прес-конференції з обговоренням «Прихованої загрози» Лукас описав «дев'ятирічні зобов'язання», необхідні для створення трилогії «Зоряних війн». У 2002 році він сказав: «По суті, я сказав жартома: „Можливо, коли Гаррісону та Керрі буде 70, ми повернемося і зробимо іншу версію“. Те, чого я тоді не усвідомлював, і що я зараз дуже чітко усвідомлюю, — це те, що не тільки їм за 70, а й мені за 70». Він повторив: «Зрештою, сага буде з шести фільмів, 12-годинна історія. Тоді люди зможуть дивитися всі шість фільмів разом, як вони і були призначені для перегляду».
У 2007 році Лукас описав створення фільмів у цьому віці як «ідею, яка тоді здавалася кумедною, але зараз не здається реалістичною», і припустив, що «нестандартні» коментарі, які він зробив у попередні роки тлумачяться як твердження, а це не правильно. У 2008 році, після того, як усі шість фільмів вийшли, Лукас сказав: «Фільми були історією Енакіна Скайвокера та Люка Скайвокера, і коли Люк рятує галактику та спокутує свого батька, на цьому ця історія закінчується». В іншому інтерв'ю 2008 року Лукас виключив, що хтось ще знімає фільми про «Зоряні війни», і додав, що «Розширений всесвіт» не відповідає його баченню. На запитання, чи хоче він, щоб після його смерті знімалися нові фільми про «Зоряні війни», він відповів: «Я залишив досить чіткі інструкції, щоб більше не було жодних дій. Епізодів VII—IX точно не буде. Це тому, що немає ніякої історії… Історія „Зоряних воєн“ — це насправді трагедія Дарта Вейдера. Ось така історія».

### Період відродження
У травні 2011 року Лукас був на відкритті «Star Tours – The Adventures Continue» у Walt Disney World. Там генеральний директор Діснею Боб Айґер запитав в Лукаса, чи готовий він продати свою компанію Діснею. Лукас задумався над цим, але на той момент не був готовий до цього. Лукас розглядав можливість режисерства «Епізоду VII», який міг вийти в травні 2015 року, і вже після цього продати свою компанію, але вирішив залишити франшизу в руках інших режисерів, оголосивши в січні 2012 року, що він відмовляється від створення фільмів.
На початку 2012 року вийшов фільм «Червоні хвости» від Lucasfilm. Через розчарування фільмом Лукас оголосив в The New York Times, що планує піти на пенсію. Перебуваючи в Нью-Йорку, він запросив Кетлін Кеннеді на обід. Він запитав, чи буде вона разом з ним співкерівником в Lucasfilm, з наміром повністю передати керівництво їй приблизно через рік. Вона почала працювати з ним 1 червня 2012 року. Незабаром Лукас запропонував їм працювати разом над трилогією сиквелів. Вони долучили Майкла Арндта, щоб він написав сценарій для «епізоду VII» на основі конспекту Лукаса. Один зі старих сценаристів «Зоряних війн» Лоуренс Кездан був найнятий для підтримки Арндту. Наприкінці серпня 2012 року відбувся Star Wars Celebration VI після якого Лукас запросив Марка Гемілла та Керрі Фішер на обід і запитав, чи готові вони повторити свої ролі в нових фільмах. Вони погодилися так само, як і Гаррісон Форд, який погодився за умови, що Хан Соло помре, і йому більше не доведеться повертатись до цієї ролі.
Деталі його трилогії сиквелів включали завершення історії сім'ї Скайвокерів, а її третє покоління зображувалося у віці двадцяти років. Лукас сподівався пояснити концепції, які він собі уявляв, коли створював свою сагу в 1970-х роках. Найбільш конкретно він розкрив «симбіотичні стосунки» між джедаями, Силою, мідіхлоріанами (мікроскопічні форми життя, вперше згадані на екрані у фільмі «Прихована загроза» 1999 року та в «Охоронцях Вілла» (англ. Guardians of the Whills) (всемогутні істоти, вперше згадані в назві оригінального сценарію «Зоряні війни, журнал Віллів» англ. Star Wars, Journal of the Whills)):
[Наступні три фільми про Зоряні війни] збиралися потрапити в мікробіотичний світ. Але є світ істот, які діють інакше, ніж ми. Я називаю їх Віллами. А Вілли — це ті, хто насправді контролює Всесвіт. Вони живляться Силою. Раніше я говорив, що це означає, що ми були просто автомобілями, транспортними засобами, для Віллів. Ми для них кораблі. А шляхопровід — це мідіхлоріани. Мідіхлоріани — це ті, хто спілкуються з Віллами. Вілли, в загальному сенсі, це Сила. … Але йдеться про симбіотичні стосунки. Особисто я вважаю, що одна з основних цінностей, які ми повинні мати у світі, і дітей треба вчити, — це екологія, щоб розуміти, що ми всі пов'язані. (Лукас, 2018)
Лукас погодився продати свою компанію до червня 2012 року за умови, що Кеннеді замінить його на посаді президента Lucasfilm. Айгер погодився, одночасно наполягаючи, що Дісней матиме останнє слово щодо майбутніх фільмів. Останні умови Лукаса, перед продажем наприкінці 2012 року, полягали в тому, що будуть використані його сюжетні ідеї, а кількість співробітників Діснею, які зможуть їх прочитати, буде обмежена. Під час продажу в жовтні 2012 року Лукас передав Кеннеді остаточний сценарій фільмів. Того ж місяця Дісней оголосив про продаж, і створення нової трилогії сиквелів, а також дату виходу фільму у 2015 році. Лукас заявив: «Я завжди казав, що не збираюся більше робити, і це правда, бо я більше не збираюся. Але це не означає, що я не хочу передавати це Кетлін, щоб зробити більше». Обидва сюжети, написаних у 1980-х і написаний на початку 2010-х, були передані Айгеру приблизно в той час, коли Дісней придбав Lucasfilm. У січні 2013 року Лукас провів перший сюжетний брифінг для «Епізод VII», у якого ще не було назви, на Ранчо Скайвокера. Теми, які випливають із цих ранніх брифінгів, включають такі елементи історії:
- 14-річна жінка-джедай-падаван на ім'я Тарин. Лукас також розглядав Теа та Вінкі як потенційні імена для персонажу.[54] В остаточному варіанті залишили 19-річну жінку-падаван Рей.[c]
- Ще один підліток на ім'я Скайлер, друг головного героя, який носить бластер. Зрештою, він став штурмовиком Фінном. Принаймні в одній концепції Скайлер був сином Хана Соло та Леї Органи, і в кінцевому підсумку потрапив на темну сторону Сили (ці події сюжету були збережені для передісторії Бена Соло/Кайло Рена в останній ітерації). Проте в одних чернетках цей персонаж не був чиїмось сином, а в інших не вирішувалося, чий саме він син.[57][58][59][d]
- Постарівший Люк Скайвокер[e] вирушив би у добровільне вигнання на віддалену планету на якій був перший храм джедаїв. [f]Люк почав би неохоче навчати жінку-падаван, але врешті-решт змінив своє рішення і погодився навчати її. Лукас планував, що Люк помре в «Епізоді VIII».[64][65][66] І навпаки, у 2018 році Гемілл сказав, що оригінальне бачення Лукаса щодо закінчення «Епізоду IX» полягало в тому, щоб Люк помер, а не зробити просте камео, залишивши свою сестру Лею джедаєм.[67] Люк збирався з'явитися з діалогом у першому фільмі.[58][g]
- Одним із антагоністів буде персонаж на ім'я Дарт Талон (згодом з'ясувалося, що це жінка-лорд ситхів із серії коміксів «Зоряні війни: Спадщина»),[68] яка служила могутньому майстру (під кодовою назвою «Uber» від виробничої групи) і була відповідальною (у деяких версіях історії) за те, що переконала сина Хана та Леї перейти на темну сторону Сили. Роль Талона в історії врешті-решт була включена до ролі Кайло Рена, а «Uber» став Верховним лідером Сноуком.[58][59]
- Був залучений замок Дарта Вейдера, який Лукас розробляв з етапу підготовки до фільму «Імперія завдає удару у відповідь».[69]

В опублікованому інтерв'ю в 2020 році, Лукас сказав, що вирішив не працювати над трилогією, тому що в той час у нього «от-от повинна була народитись дочка» і вирішив деякий час «насолодитися життям». Він також детальніше описав свої історії:
- Трилогія розпочнеться через кілька років після подій «Повернення джедая». За словами Лукаса, «ми досить швидко розуміємо, що існує цей підземний світ, є ці штурмовики, які створили власні планети, і Люк, який намагається відродити джедаїв».[72][73]
- Дарт Мол повернеться з роботизованими ногами (як було показано у «Війнах клонів») і навчатиме жінку Дарта Талона як свого учня.[68] За словами Лукаса, «Вона була новим Дартом Вейдером, і більшість дій відбувалося з нею. Тож це були два основні лиходії трилогії». Мол стане «хрещеним батьком злочинності у всесвіті».[73][74]
- Лея намагається відновити Республіку і «старатиметься тримати її під контролем від злочинців». Лукас заявив, що «це була головна історія».[72][73]
- Люк «розповідає про те, що з 100 000 джедаїв, можливо, залишилося 50 чи 100. Джедаї мають рости знову з нуля, тому Люк повинен знайти дворічних і трирічних дітей, і тренувати їх. Мине 20 років, перш ніж з'явиться нове покоління джедаїв. До кінця трилогії Люк навчив би більшу частину джедаїв, і ми мали відновити Нову Республіку, а Лея стала Верховним канцлером, і у підсумку вона стала „Обраною“».[72][73]

У 2015 році Лукас виявив (на його розчарування), що його ідеї були відкинуті, щоб «зробити щось для фанатів». Сценарист і режисер «епізоду VII» Дж. Дж. Абрамс пізніше розповів, що того ж року Дісней дав йому наказ відкинути історію Лукаса і «почати з нуля». «Зоряні війни: Пробудження Сили» був написаний ветераном Lucasfilm Лоуренсом Кезданом разом з Дж. Дж. Абрамсом і Майклом Арндтом. У мемуарах Боба Айґера, які були опубліковані у 2019 році, розповідається, що Лукас був засмучений дізнавшись сюжет «Пробудження сили», зокрема про елементи, які були похідними від оригінального фільму 1977 року. Лукас почувався зрадженим Айґером і Абрамсом, оскільки вони відкинули деякі ідеї його трилогії сиквелів.
Сценарист та режисер «Останніх джедаїв» Раян Джонсон отримував пропозицію внести незначні корективи на кінцівку сценарію «Пробудження сили». За словами Абрамса, це покращило фільм і зробило його більш схожим з «Останніми джедаями». Абрамс придумав дроїда BB-8, щоб допомогти Рей знайти Люка, але Джонсон замінив його на R2-D2 (через те, що він був дроїдом Люка, а BB-8 належить По Демерону і не знає Люка). Крім того, в кінцівці Абрамса Рей знайшла Люка, який піднімав каміння за допомогою Сили, але Джонсон змінив це у зв'язку з тим, що Люк відрікся від Сили. Джонсон мав на увазі, що на його зображення Сили в «Останніх джедаях» вплинула «трилогія Мортіса» з епізодів «Війн клонів», які він переглянув на початку процесу написання за порадою Дейва Філоні. Він також заявив, що розглядає можливість повернення у фільм Лендо Калріссіана, можливо, давши йому роль нового персонажу «Зломщика» (Бенісіо дель Торо), але цього не зробив, оскільки це означало б, що Ландо зрадить персонажів.
Як оголосив Lucasfilm, трилогія сиквелів означала кінець більшої частини існуючого «Розширеного Всесвіту», щоб дати «максимальну свободу творчості для режисерів, а також зберегти елемент несподіванки для глядачів». Тільки Епізоди I—VI, анімаційний фільм та серіал Війни клонів залишатимуться каноном франшизи. Більшість усього, що було створено після 2014 року, також вважається каноном.

## Фільми
На відміну від двох попередніх трилогій, фільми в яких виходили з інтервалом в три роки напередодні Дня пам'яті в США, сиквели вийшли з інтервалом в два роки в грудні. «Пробудження Сили» вийшов 18 грудня 2015 року, в якому показано 19-річну сироту на ім'я Рей, яка втягується в конфлікт між Рухом Опору та Першим Орденом, безжалісним військовим угрупуванням під командуванням Кайло Рена — син Леї Орґани та Хана Соло. «Останні джедаї» вийшов 15 грудня 2017 року, в ньому йдеться, як Рей навчається в Люка Скайвокера, який являється останнім живим джедаєм, і їй знову доводиться противостояти Рену та Першому Ордену. «Скайвокер. Сходження» вийшов 20 грудня 2019 року, в ньому показано завершення тривалого конфлікту між джедаями та ситхами.
| Фільм                | Дата виходу    | Режисер        | Сценарист                                     | Сюжет                                                          | Продюсер                                        | Продюсер                                      | Дистриб'ютор                        |
| -------------------- | -------------- | -------------- | --------------------------------------------- | -------------------------------------------------------------- | ----------------------------------------------- | --------------------------------------------- | ----------------------------------- |
| Пробудження Сили     | 18 грудня 2015 | Дж. Дж. Абрамс | Лоуренс Кездан, Дж. Дж. Абрамс та Майкл Арндт | Лоуренс Кездан, Дж. Дж. Абрамс та Майкл Арндт                  | Кетлін Кеннеді, Дж. Дж. Абрамс та Брайан Берк   | Кетлін Кеннеді, Дж. Дж. Абрамс та Брайан Берк | Walt Disney Studios Motion Pictures |
| Останні джедаї       | 15 грудня 2017 | Раян Джонсон   | Раян Джонсон                                  | Раян Джонсон                                                   | Кетлін Кеннеді та Рам Бергман                   |                                               | Walt Disney Studios Motion Pictures |
| Скайвокер. Сходження | 20 грудня 2019 | Дж. Дж. Абрамс | Дж. Дж. Абрамс та Кріс Терріо                 | Дерек Конноллі, Колін Треворроу, Дж. Дж. Абрамс та Кріс Терріо | Кетлін Кеннеді, Дж. Дж. Абрамс та Мішель Рейван |                                               | Walt Disney Studios Motion Pictures |

### Зоряні війни: Пробудження Сили

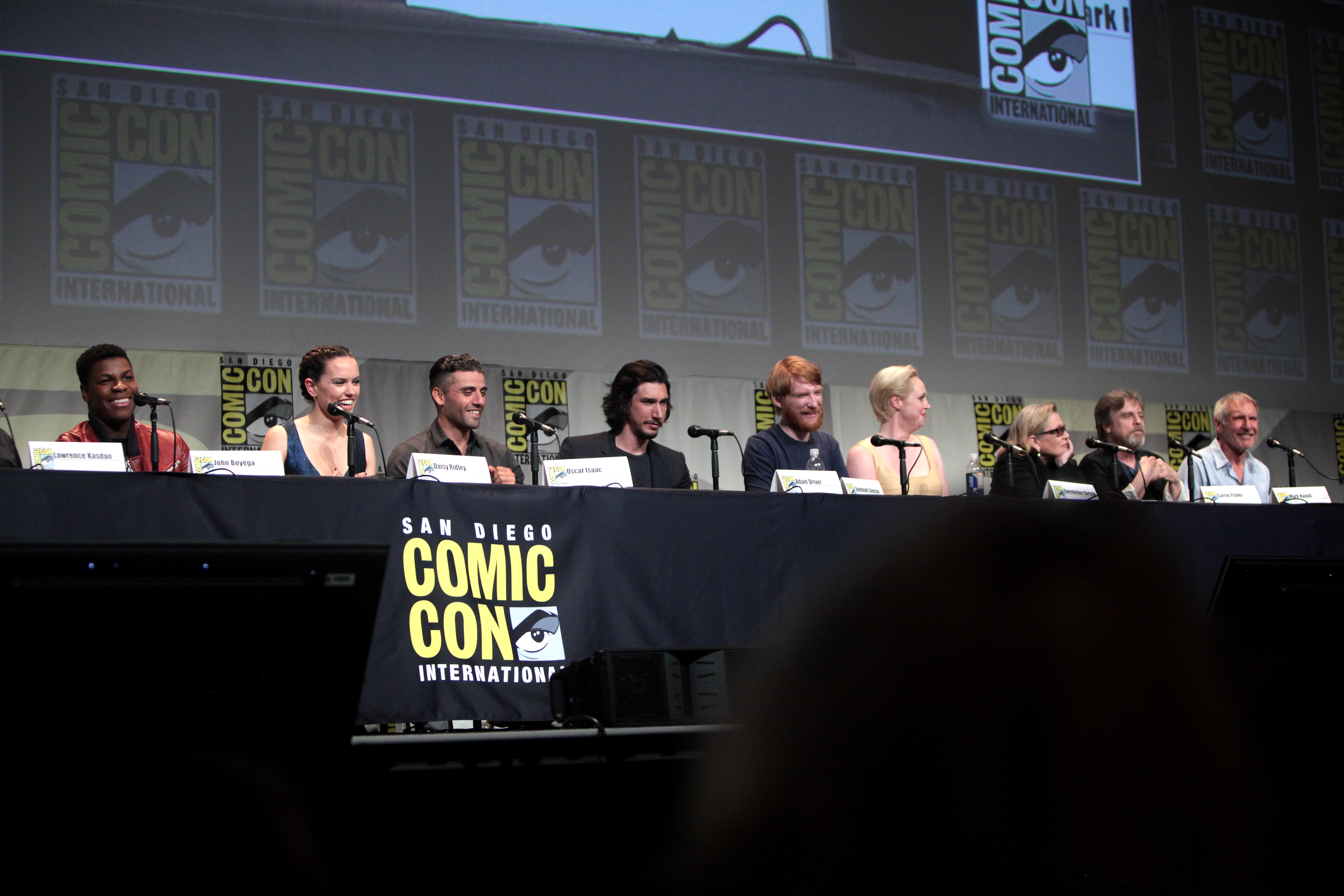
Джон Боєга, Дейзі Рідлі, Оскар Айзек, Адам Драйвер, Донал Глісон, Гвендолін Крісті, Керрі Фішер, Марк Гемілл і Гаррісон Форд на San Diego Comic-Con у 2015 році.

Приблизно через 30 років після знищення другої Зірки Смерті Люк Скайвокер зник. На останках Імперії повстав Перший Орден, який прагне знищити Люка та Нову Республіку. Ордену протистоїть Рух опору, який очолює генерал Лея Орґана. На планеті Джакку пілот Руху опору По Демерон отримує карту місця розташування Люка, але його захоплює в полон командир Першого Ордену Кайло Рен — син Леї Орґани та Хана Соло. Дроїд По BB-8 тікає з картою, і зустрічає сміттярку на ім'я Рей. Рей і BB-8 об'єднуються зі штурмовиком-дезертиром Фінном, яким допомогають Хан Соло та Чубакка доставити карту Опору.
Підготовка до створення розпочалася 30 жовтня 2012 року. Спочатку сценарій фільму мав написати Майкл Арндт, але через тайм-менеджмент та творчі відмінності він покинув проєкт. 25 січня 2013 року Дж. Дж. Абрамс був офіційно оголошений режисером та продюсером, разом з продюсером Брайаном Берком і Bad Robot Productions. Джон Вільямс був найнятий для створення музики для всієї трилогії сиквелів. У жовтні було оголошено, що сценаристами будуть Абрамс та Лоуренс Кездан, який являється співавтором «Імперія завдає удару у відповідь» та «Повернення джедая».
Джордж Лукас мав бути креативним консультантом, і давати поради Абрамсу, але Лукас не брав участі в цього, оскільки його представник заявив, що «в ідеалі він хотів би не бачити жодних кадрів, поки фільм не вийде в кінотеатрі у грудні наступного року. Він ніколи раніше не був здивований фільмом „Зоряних війн“, і він сказав, що з нетерпінням чекає цього». Виробництво фільму почалося у квітні 2014 року, а прем'єра відбулась 18 грудня 2015 року. У США фільм отримав рейтинг «PG-13» «за насильство в науково-фантастичних бойовиках» та рейтинг «M» в Австралії, це другий фільм «Зоряних війн», який отримав таку класифікацію, першим був «Помста ситхів».
Фільм встановив новий рекорд касових зборів на перших вихідних у Північній Америці з 248 мільйонами доларів (на 39 мільйонів більше, ніж у попереднього рекордсмена «Світ Юрського періоду»), і загальною сумою в 529 мільйонів доларів у всьому світі. Фільм встановив ще один рекорд, ставши першим фільмом, який перевищив позначку в 1 мільярд доларів у прокаті всього за 12 днів. Наразі це найкасовіший фільм усіх часів у Північній Америці та четвертий найкасовіший фільм у світі, без урахування інфляції.

### Зоряні війни: Останні джедаї

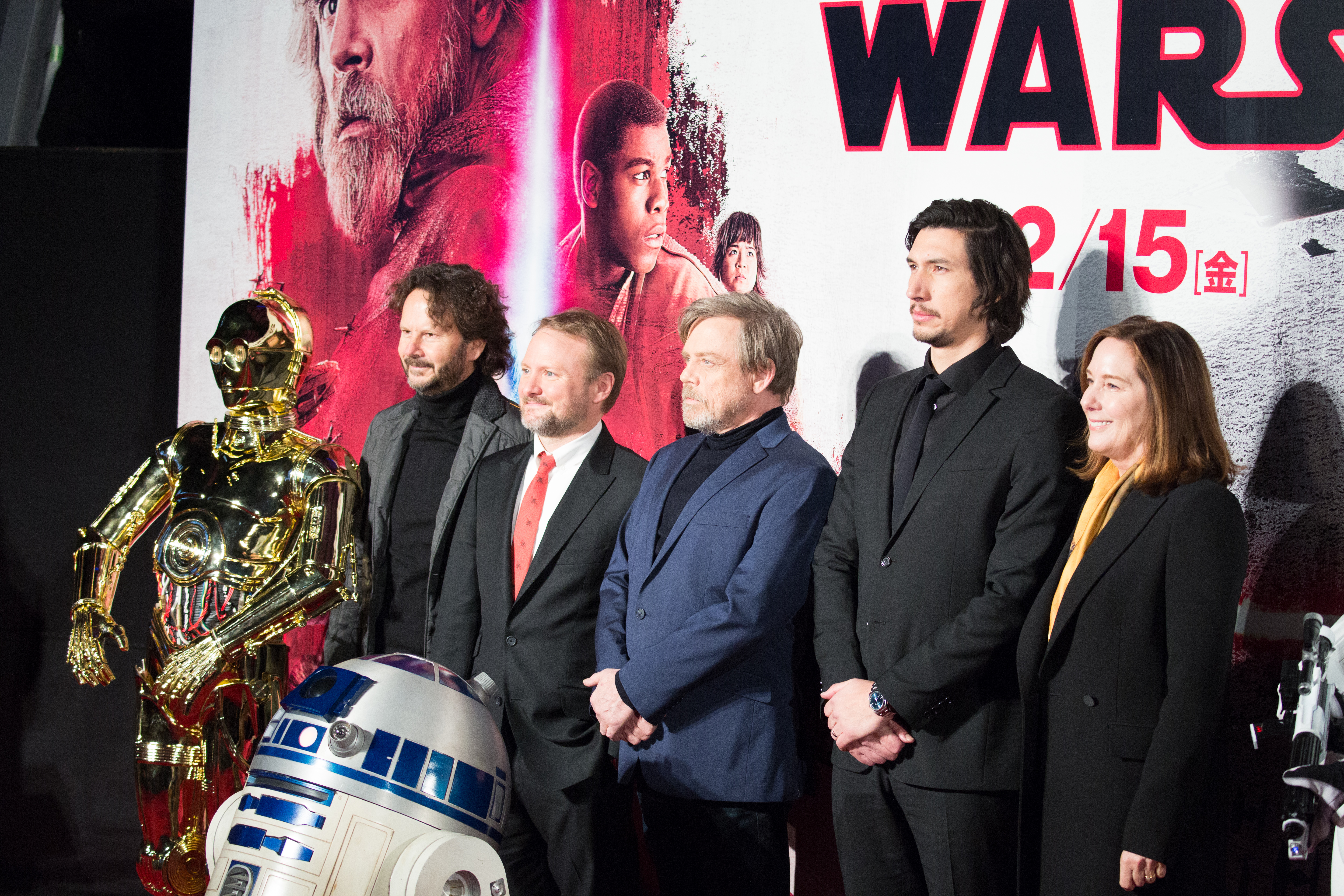
Рам Бергман, Раян Джонсон, Марк Гемілл, Адам Драйвер і Кетлін Кеннеді на прем'єрі «Останніх джедаїв» у Японії. 2017 рік

Знайшовши Люка Скайвокера, який перебував у добровільному вигнанні, Рей намагається переконати його навчати її Силі. Вона також шукає відповіді про своє минуле та конфлікт між Люком та його племінником Беном Соло (Кайло Рен). Без відома Люка, Рей завдяки Силі починає спілкуватись з Кайло. Тим часом Лея очолює Рух опору, оскільки їх переслідує Перший Орден на чолі з Верховним лідером Сноуком. Рей залишає Люка, намагаючись врятувати Кайло і досягти миру. Після того, як Кайло вбиває Сноука, Рей змушена вибирати між тим, щоб керувати галактикою разом з ним, чи допомагати Опору вижити.
20 листопада 2012 року The Hollywood Reporter повідомив, що Лоуренс Кездан та Саймон Кінберг будуть сценаристами та продюсерами «Епізодів VIII і IX», але пізніше було підтверджено, що вони створюють окремі фільми. 20 червня 2014 року режисер «Петлі часу» Раян Джонсон був оголошений сценаристом і режисером «Епізоду VIII», Джонсон підтвердив це у серпні. 12 березня 2015 року Lucasfilm оголосив, що Джонсон буде режисером, а Рам Бергман продюсером.
У березні 2015 року Оскар Айзек підтвердив, що повторить свою роль По Демерона в «Епізоді VIII». У липні повідомлялося, що Бенісіо дель Торо розглядається на роль лиходія, згодом він підтвердив, що він буде в акторському складі. У вересні повідомлялося, що Гугу Мбата-Роу, Тетяна Маслані, Джина Родрігес, Олівія Кук і Бел Паулі увійшли до списку двох окремих частин. Джиммі Ві отримав роль R2-D2, змінивши Кенні Бейкера, який помре наступного року. Деяке попереднє знімання відбулося у вересні 2015 року на острові Скелліг-Майкл в Ірландії, щоб скористатися кращими погодними умовами. В інтерв'ю для Wired Абрамс розповів, що сценарій фільму був завершений в листопаді 2015 року. У грудні було підтверджено, що Марк Гемілл, Оскар Айзек, Гвендолін Крісті та Джон Боєга повторять свої ролі. 17 грудня Кеннеді оголосила на лондонській прем'єрі фільму «Пробудження сили», що більшість акторів повернеться в наступному епізоді.
20 січня 2016 року Lucasfilm та Дісней оголосили, що прем'єра фільму буде перенесена з травня на грудень 2017. Через три дні була підтверджена дата виходу 15 грудня 2017 року, а також назва фільму. Основне знімання розпочали в лютому 2016 року, додаткове знімання відбувалося в Дубровнику з 9 по 16 березня, а також в Ірландії у травні. Основне знімання завершили в липні 2016 року. Керрі Фішер померла 27 грудня 2016 року, але завершила знімання в ролі Леї. Значна частина знімання проходила на Pinewood Studios поблизу Лондона. Кетлін Кеннеді та Рам Бергман були продюсерами, а Дж. Дж. Абрамса виконавчим продюсером.

### Зоряні війни: Скайвокер. Сходження
Це останній фільм саги про Скайвокерів, в якому показано остаточне зіткнення між Рухом опору та Першим Орденом, джедаями та ситхами. Події фільму розгортаються через рік після «Останніх джедаїв» і показує повернення Палпатіна, який таємно контролював Перший Орден з планети ситхів Екзегол. Палпатін наказує Кайло Рену знайти та вбити Рей, яка, як виявляється, є внучкою Палпатіна. Палпатін демонструє таємну армаду зоряних крейсерів, щоб повернути собі галактику. Рей та Опір дізнаються про повернення Палпатіна і починають пошуки його. Зрештою вони знаходять планету, і Рей доводиться битись з Палпатіном, а Рух Опору атакує повітряний флот.
У червні 2014 року Раян Джонсон був оголошений сценаристом, але пізніше він заявив, що не бере участі у створенні фільму. У березні 2015 року ходили чутки про те, що крісло режисера може зайняти Дж. Дж. Абрамс, оскільки студії «Дісней» дуже сподобалась робота, яку він здійснив у «Пробудженні Сили». Абрамс спростував свою участь у зніманні фільму незадовго до оголошення імені нового режисера. Пізніше він заявив, що шкодує про те, що він не буде знімати продовження. У серпні 2015 року стало відомо, що режисером стане Колін Треворроу, і разом із Дереком Конноллі почав писати сценарій. На думку Кетлін Кеннеді, його обрали, тому що він талановитий, досвідчений режисер і добрий оповідач. У вересні Треворроу ознайомився із всесвітом «Зоряних війн». У лютому 2016 року генеральний директор Діснею Боб Айґер підтвердив, що виробництво фільму почалося.
Після смерті Керрі Фішер наприкінці грудня 2016 року у ЗМІ висловлювали припущення, чи буде її роль перероблена у дев'ятому епізоді, і чи вплине відсутність її персонажа на сюжет фільму. Через кілька тижнів Lucasfilm заявили, що не будуть використовувати цифрову версію Фішер у фільмі. У квітні 2017 року Кетлін Кеннеді заявила, що Фішер не буде у фільмі, але пізніше було оголошено, що Фішер насправді з'явиться з використанням неопублікованих кадрів із «Пробудження Сили». У серпні повідомлялося, що Джек Торн перепише сценарій.
У вересні 2017 року Lucasfilm оголосив, що Треворроу пішов у відставку з посади режисера, а через тиждень було оголошено, що Дж. Дж. Абрамс стане новим режисером фільму. Він написав сценарій разом із Крісом Терріо, а також продюсував фільм через Bad Robot Productions з Кеннеді та Мішель Рейван. Спочатку Дісней планували прем'єру фільму на грудень 2019 року відповідно до попередніх двох фільмів з трилогії сиквелів, але потім перенесли на 24 травня. Однак після повернення Абрамса дату повернули на грудень.
10 січня 2018 року було оголошено, що Джон Вільямс буде композитором. Наступного місяця Вільямс повідомив, що це буде остання музика до фільму «Зоряних війн», яку він створить.
6 липня 2018 року повідомлялося, що Кері Расселл веде попередні перемовини щодо ролі у фільмі. 9 липня The Hollywood Reporter повідомив, що Біллі Ді Вільямс знову зіграє роль Лендо Калріссіана. 27 липня було зроблено офіційне оголошення про кастинг, яке включає повернення Дейзі Рідлі, Адама Драйвера, Джона Боєгу, Оскара Айзека, Люпіти Ніонго, Донала Глісона, Келлі Марі Тран, Йонаса Суотамо, Біллі Лурда, Марка Гемілла, Ентоні Деніелса, Наомі Аккі та Річарда Гранта. Це ж оголошення підтвердило повернення Вільямса і те, що Керрі Фішер посмертно зобразить Лею Орґану, використовуючи неопубліковані кадри з фільму «Пробудження сили». Спочатку Lucasfilm планував включити невидані кадри Фішер з «Останніх джедаїв», але в кінцевому підсумку вони не були використані у фільмі. Пізніше того ж дня було оголошено, що Кері Расселл приєднається до акторського складу. Повідомлялося, що Йода також повернеться. 12 квітня 2019 року на «Star Wars Celebration» було підтверджено назву фільму. Основне знімання розпочали 1 серпня 2018 року і завершили 15 лютого 2019 року. У США прем'єра відбулась 20 грудня 2019 року.

## Акторський склад
|                           | Фільм                      | Фільм                       | Фільм            |
| Пробудження Сили (2015)   | Останні джедаї (207)       | Скайвокер. Сходження (2019) |                  |
| ------------------------- | -------------------------- | --------------------------- | ---------------- |
| Люк Скайвокер             | Марк Гемілл                | Марк Гемілл                 | Марк Гемілл      |
| Лея Орґана                | Керрі Фішер                | Керрі Фішер                 | Керрі Фішер      |
| Хан Соло                  | Гаррісон Форд              |                             | Гаррісон Форд    |
| Чубакка                   | Пітер Мейг'ю               | Пітер Мейг'ю (консультант)  |                  |
| Чубакка                   | Джонас Суотамо             |                             |                  |
| Йода                      |                            | Френк Оз                    |                  |
| Лендо Калріссіан          |                            |                             | Біллі Ді Вільямс |
| Шив Палпатін/Дарт Сідіус  |                            |                             | Єн Макдермід     |
| С-3РО                     | Ентоні Деніелс             | Ентоні Деніелс              | Ентоні Деніелс   |
| R2-D2                     | Кенні Бейкер (консультант) |                             |                  |
| R2-D2                     | Джиммі Ві                  |                             |                  |
| Фінн                      | Джон Боєга                 | Джон Боєга                  | Джон Боєга       |
| Рей                       | Дейзі Рідлі                | Дейзі Рідлі                 | Дейзі Рідлі      |
| По Дамерон                | Оскар Айзек                | Оскар Айзек                 | Оскар Айзек      |
| Кайло Рен                 | Адам Драйвер               | Адам Драйвер                | Адам Драйвер     |
| Капітан Фазма             | Гвендолін Крісті           | Гвендолін Крісті            |                  |
| Маз Каната                | Люпіта Ніонго              | Люпіта Ніонго               | Люпіта Ніонго    |
| Верховний лідер Сноук     | Енді Серкіс                | Енді Серкіс                 |                  |
| Генерал Хакс              | Донал Глісон               | Донал Глісон                | Донал Глісон     |
| Кайдел-Ко Коннікс         | Біллі Лурд                 | Біллі Лурд                  | Біллі Лурд       |
| Теммін Векслі             | Грег Грюнберг              |                             | Грег Грюнберг    |
| Лор сан Текка             | Макс фон Сюдов             |                             |                  |
| Роуз Тіко                 |                            | Келлі Марі Тран             | Келлі Марі Тран  |
| Віце-адмірал Амілін Холдо |                            | Лора Дерн                   |                  |
| Зломщик                   |                            | Бенісіо дель Торо           |                  |
| Янна                      |                            |                             | Наомі Аккі       |
| Енрік Прайд               |                            |                             | Річард Грант     |
| Зорій Блісс               |                            |                             | Кері Расселл     |
| Бомонт Кін                |                            |                             | Домінік Монаган  |

## Теми
За словами Дж. Дж. Абрамса і Кріса Терріо, основна тема трилогії полягає в тому, щоб вчитися у попереднього покоління, подібного до американців, які у війні 1812 року зберегли те, за що воювали під час Війни за незалежність. Абрамс розповів про натхнення для Першого Ордену, який утворений «з попелу Імперії», ним стали нацисти, які змогли втекти до Аргентини після Другої світової війни і «знову почали працювати разом».
«Polygon» вважає, що зображення Люка Скайвокера в «Останніх джедаях» як пацифістського майстра-джедая відображає вірування джедаїв, які натхненні буддизмом, через внутрішній конфлікт персонажа щодо використання світлового меча та вбачання в ньому зброї знищення. В «Останніх джедаях» є сцени, які нагадують фільм Куросави Акіри «Рашьомон» (1950), використовуючи «ефект Рашомона», коли Люк розповідає Рей, що він думав про вбивство свого племінника Бена Соло, відчуваючи його неминучий перехід на темну сторону. Пізніше Кайло розповідає про свою точку зору, що спонукає Люка розповісти третій, комбінований ракурс події.
За словами Адама Драйвера, Кайло Рен «морально виправданий, роблячи те, що він вважає правильним». «Скайвокер. Сходження» зображує Кайло Рена, який ремонтує шолом після його знищення в «Останніх джедаях». Абрамс порівняв шолом з кінцуґі, японським керамічним мистецтвом ремонту розбитої кераміки, яке підкреслює поломку. У той час як шолом приховує його вразливі місця в «Пробудженні сили», його роздроблена форма у «Скайвокер. Сходження» натомість повідомляє про зламану природу його персонажа. Кайло вбиває свого батька у «Пробудженні сили», перш ніж примиритися зі своєю пам'яттю про нього у «Скайвокер. Сходження». Згідно слів Кріса Терріо, це примирення є «спокутою перед батьком» один з етапів у подорожі героя.
Подорож Рей відображає подорож Енакіна та Люка в приквельній та оригінальній трилогіях. У фінальній сцені «Останніх джедаїв» зображено дітей-слуг, які граються з іграшкою Люка, а один хлопчик використовує Силу, щоб схопити мітлу. Згідно з сайтом «Inverse», це символізує, що «Силу можна знайти в людях зі скромним початком». Автор того ж вебсайту інтерпретує кінець «Скайвокер. Сходження», як Рей «ховає минуле» і відкидає «будь-яку владу, яку мав над нею її дід» під час завершення подорожі героя.

## Прийом
Трилогія сиквелів отримала загалом позитивні відгуки від критиків, її спільно хвалили за емоційний вплив, головні сцени, та візуальні ефекти (включаючи акцент на практичних ефектах). Однак деякі критикували за те, що трилогія являється похідною від оригінальної трилогії. Окрема похвала була спрямована на «Пробудження сили» за те, що було охоплено дух оригінальної трилогії,  і «Останні джедаї» за керівництво та готовність ризикувати. На відміну від цього «Скайвокер. Сходження» зазнало критики через перетворення сюжету, характеристик і тем «Останніх джедаїв», щоб заспокоїти частину фанів, якій фільм виявився суперечливим.
Ретроспектива, критики та публікації назвали реакцію шанувальників на трилогію сиквелів розбіжною, особливо в результаті останніх двох частин. Деякі коментують очевидну відсутність планування загальної історії трилогії, відзначаючи, що фільми виглядають непослідовними та суперечливими баченнями режисерів Дж. Дж. Абрамса та Раяна Джонсона. Джонсону було надано повний творчий контроль над «Останніми джедаями». CNBC не погодився з рішенням не використовувати «шоуранера», щоб очолити трилогію, в той час як «Insider» відзначив суворий творчий контроль Lucasfilm над франшизою. Кілька публікацій описували результат трилогії як «безлад», стратегія Діснею була «глибоко помилковою» і називали її «актом чистої гордовитості».

### Думка режисерів «Зоряних війн»
Джордж Лукас погодився з критиками, які вважали «Пробудження Сили» похідною від оригінальної трилогії. В інтерв'ю Чарлі Роузу Лукас порівняв своє рішення продати Lucasfilm Діснею з розлученням, і окреслив творчі відмінності між ним і продюсерами «Пробудження сили». Лукас описав попередні шість фільмів «Зоряних війн» як своїх «дітей», і відстоював своє бачення про них, одночасно критикуючи «Пробудження сили» за «ретро-відчуття», сказавши: «Я дуже багато працював, щоб зробити їх абсолютно різними, з різними планетами, з різними космічними кораблями… щоб зробити щось нове». Лукас також порівняв Дісней з «білими работорговцями», що викликало певну критику. У 2016 році відбулась прем'єра фільму «Бунтар Один», і повідомлялося, що Лукасу фільм сподобався більше ніж «Пробудження Сили». У 2017 році Лукас описав наступний епізод «Останні джедаї» як «прекрасно зроблений».
У 2016 році, відповідаючи на критику про те, що «Пробудження сили» є занадто похідним від попередніх фільмів, Абрамс сказав: «Що було важливим для мене, так це представити абсолютно нових персонажів, використовуючи стосунки, які охоплювали історію, яку ми знаємо, щоб розповісти історію, яка є новою — йти назад, йти вперед». Абрамс вибачився за те, як він влаштував зустріч Чубакки та Леї після смерті Хана, зазначивши, що найкращий друг і вдова Хана ігнорують одне одного, а Лея замість цього обіймає Рей (з якою Лея зустрічається вперше). Продовження Джонсона включало те, що Лея обіймає Чубакку в кінці «Останніх джедаїв» як спосіб спокутувати попередню помилку. Абрамс вважає, що фільм «Останні джедаї» вплинув на нього, щоб він став більш сміливішим у фільмі «Скайвокер. Сходження».
Колишня дружина Джорджа Лукаса, Марсія, яка займалась монтажем усієї оригінальної трилогії, і отримала «Оскар» за роботу над Новою надією, розкритикувала сиквели Діснею в інтерв'ю Дж. В. Рінзлера для його посмертної останньої книги «Говард Казанджян: Життя продюсера». Вона заявила, що Кеннеді та Абрамс «не отримують» франшизу, особливо критикуючи смерть Хана і Люка, а також відсутність пояснення сили Рей.

### Критика
| Фільм                | Rotten Tomatoes                             | Metacritic       | CinemaScore |
| -------------------- | ------------------------------------------- | ---------------- | ----------- |
| Пробудження Сили     | 93% (8.20/10 середня оцінка) (443 відгуки)  | 80 (55 відгуків) | A           |
| Останні джедаї       | 91% (8.10/10 середня оцінка) (482 відгуки)  | 84 (56 відгуків) | A           |
| Скайвокер. Сходження | 52% (6.10/10 середня оцінка) (511 відгуків) | 53 (61 відгук)   | B+          |

### Премія Оскар
| Оскар                     | Фільм            | Фільм           | Фільм                |
| Оскар                     | Пробудження Сили | Останні джедаї  | Скайвокер. Сходження |
| Оскар                     | 88-ма церемонія  | 90-та церемонія | 92-га церемонія      |
| ------------------------- | ---------------- | --------------- | -------------------- |
| Найкращий монтаж          | Номінація        | Н/Д             | Н/Д                  |
| Найкраща музика до фільму | Номінація        | Номінація       | Номінація            |
| Найкращий звуковий монтаж | Номінація        | Номінація       | Номінація            |
| Найкращий звук            | Номінація        | Номінація       | Н/Д                  |
| Найкращі візуальні ефекти | Номінація        | Номінація       | Номінація            |

### Премія Сатурн
| Сатурн                                 | Фільм            | Фільм          | Фільм                |
| Сатурн                                 | Пробудження Сили | Останні джедаї | Скайвокер. Сходження |
| Сатурн                                 | 42-га премія     | 44-та премія   | 46-та премія         |
| -------------------------------------- | ---------------- | -------------- | -------------------- |
| Найкращий науково-фантастичний фільм   | Перемога         | Номінація      | Перемога             |
| Найкращий режисер                      | Номінація        | Номінація      | Перемога             |
| Найкращий сценарій                     | Перемога         | Перемога       | Номінація            |
| Найкраща чоловіча роль                 | Перемога         | Перемога       | Н/Д                  |
| Найкраща жіноча роль                   | Номінація        | Номінація      | Номінація            |
| Найкраща чоловіча роль другого плану   | Перемога         | Н/Д            | Номінація            |
| Найкраща жіноча роль другого плану     | Номінація        | Номінація      | Н/Д                  |
| Найкращий монтаж                       | Перемога         | Перемога       | Номінація            |
| Найкращу музику                        | Перемога         | Номінація      | Перемога             |
| Найкраща робота художника-постановщика | Номінація        | Номінація      | Номінація            |
| Найкращий дизайн костюмів              | Номінація        | Номінація      | Номінація            |
| Найкращий грим                         | Перемога         | Номінація      | Перемога             |
| Найкращі візуальні ефекти              | Перемога         | Номінація      | Перемога             |

### Касові збори
На відміну від попередніх трилогій, у трилогії сиквелів кожен наступний фільм збирав менші касові збори. Однак, це найкасовіша трилогія, а «Пробудження сили» посідає четверте місце серед найкасовіших фільмів усіх часів.
| Фільм                | Дата виходу    | Бюджет   | Касові збори  | Касові збори   | Касові збори | Рейтинг касових зборів за весь час | Рейтинг касових зборів за весь час | Примітка |
| Фільм                | Дата виходу    | Бюджет   | США та Канада | Інші території | Світ         | США та Канада                      | Світ                               | Примітка |
| -------------------- | -------------- | -------- | ------------- | -------------- | ------------ | ---------------------------------- | ---------------------------------- | -------- |
| Пробудження Сили     | 18 грудня 2015 | $245 млн | $936.7 млн    | $1.132 млрд    | $2.068 млрд  | 1                                  | 4                                  | [ 248 ]  |
| Останні джедаї       | 15 грудня 2017 | $317 млн | $620.2 млн    | $713.3 млн     | $1.333 млрд  | 9                                  | 13                                 | [ 249 ]  |
| Скайвокер. Сходження | 20 грудня 2019 | $275 млн | $515.2 млн    | $558.9 млн     | $1.074 млрд  | 14                                 | 32                                 | [ 250 ]  |
| Всього               | Всього         | $837 млн | $2.073 млрд   | $2.405 млрд    | $4.475 млрд  |                                    |                                    |          |